# Mycetophila heterochaeta
Mycetophila heterochaeta är en tvåvingeart som beskrevs av Ostroverkhova 1979. Mycetophila heterochaeta ingår i släktet Mycetophila och familjen svampmyggor. Inga underarter finns listade i Catalogue of Life.